# 豊島屋本店
株式会社豊島屋本店（としまやほんてん）は東京都千代田区に存在する、酒類醸造販売業及び食品卸売業を営む老舗。
「東京で3代、100年以上、同業で盛業中」の条件を満たす53店舗からなる「東都のれん会」の会員店。創業慶長元年（1596年）は東京の酒舗としては最古で、江戸に店を出した時期で考えれば東京最古の企業と云うこともできる。江戸・東京の地酒、清酒「金婚」の総発売元である。
口伝の家訓は「お客様第一、信用第一」、経営理念は「豊島屋本店は、上質な酒と食品を通じてお客様に価値を提供し、食文化の発展に貢献します。」である。
行動規範は「不易流行」で、時代の変化に対応して、「守るべきもの」と「変わるべきもの」のバランスを取ることが重要としている。江戸時代から続く「白酒」を守ると共に、発泡性清酒「金婚　微発泡純米うすにごり生酒　綾（あや）」を発売するなど、新たな顧客開拓を鋭意進めている。最近は、羽田空港にて地域限定酒「純米吟醸　羽田」を発表した。
また、ミラノ国際博覧会（2015年）のサテライトイベント「ミラノSake Week」に、「金婚　純米無濾過原酒　十右衛門（じゅうえもん）」を出品した。
さらに、パリで行われる日本酒の品評会"Kura Master"において、「十右衛門」が金賞（2019年）、「金婚　純米吟醸　江戸酒王子（えどさけおうじ）」がプラチナ賞（2020年）、金賞（2021年）を受賞した。
令和2年（2020年）7月に、創業地に程近い神田錦町の複合施設「KANDA SQUARE」内に、創業の商いの再興として、酒舗兼立ち飲み居酒屋「豊島屋酒店」を開店した。
そして、令和2年 (2020年）12月にウェブサイトを全面的に改訂し、その中に海外から日本酒を購入可能な"TOSHIMAYA GLOBAL STORE"を開設した。
なお、神奈川県鎌倉市にある製菓業の豊島屋、長野県岡谷市にある醸造業の豊島屋、岡山県倉敷市にある調味料製造会社の豊島屋など、全国各地に点在する同名企業との関連はない。

## 歴史

### 創業
慶長元年（1596年）、初代豊島屋十右衛門が鎌倉河岸神田橋辺、現在の内神田二丁目2-1で酒屋を創業した。
鎌倉河岸は江戸城普請のための荷揚場として建造され、石材が鎌倉を経由して運び込まれた、或いは普請の職人に鎌倉出身者が多かったことから名付けられた。豊島屋はこうした普請に関わる職人などを対象に下り酒を安価で提供した。

### 薄利多売の徹底
享保の改革により庶民が不況に喘いだ元文或いは宝暦頃、豊島屋は徹底した薄利多売により利益を得た。酒自体は原価の8文で売り、空き樽を1割弱で引き取ってもらうことで儲けを出した。「豊島屋で又八文が布子を着」の句が残る。
また、酒の肴として特大の豆腐田楽を1本2文という破格の値段で売り、赤味噌を塗って酒が進むように仕掛けた。田楽はその大きさから馬方田楽と呼ばれ評判となり、「田楽も鎌倉河岸は地者也」と詠われた。酒と一緒に酒のつまみを出した点で、豊島屋は居酒屋の原型の一つとされることがある。
節季払いで一度に入る収入を利用して金貸し業も営んだ。
これらの経営努力のもと、幕府勘定方により御用商人に取り立てられ、江戸商人十傑にも列せられた。鎌倉河岸には創業店十右衛門のほかにも、畳などを扱う甚兵衛、瀬戸物を扱う鉄五郎などが並び、豊島屋河岸とも呼ばれた。

### 白酒

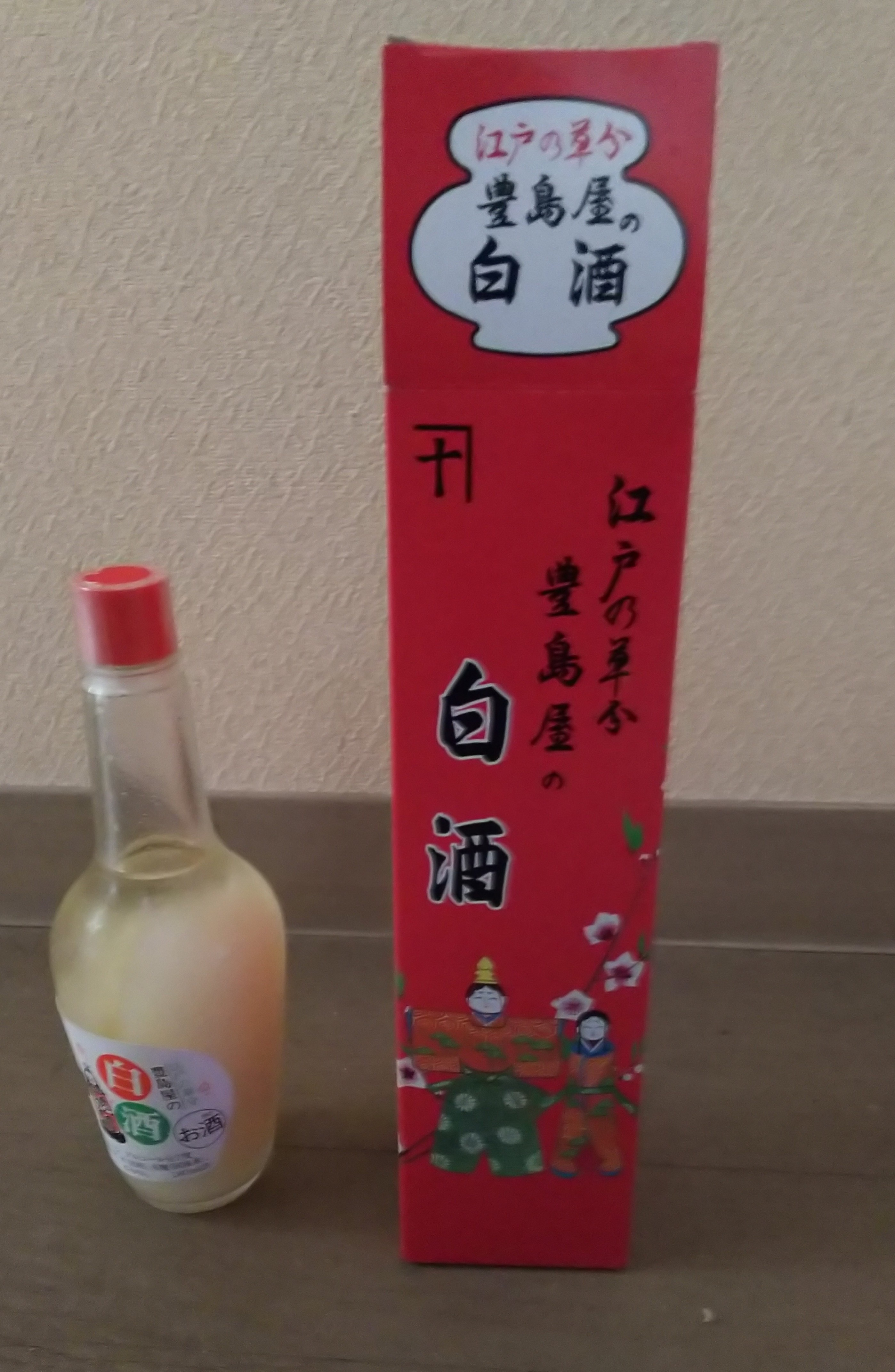
豊島屋の白酒

豊島屋は白酒の元祖として有名で、江戸時代に「山なれば富士、白酒なれば豊島屋」と詠われた。十右衛門（何代目かは不明とされる）の夢枕に紙雛が現れ、白酒の製法を伝授され、桃の節句前に売り出したところ飛ぶように売れたという。十右衛門の夢枕に現れた紙の雛は、浅草寺の境内に祀られていた淡島明神が変じた姿という。桃の節句に白酒を飲む風習は豊島屋が発祥である。これにより女性や大名などの新たな顧客を開拓した。
毎年桃の節句前の2月25日に行われた白酒の大売出しでは江戸中から人が押し寄せ、風物詩となった。この様子は長谷川雪旦の『江戸名所図会』「鎌倉町豊島屋酒店白酒を商ふ図」に詳しく描かれている。当日は店の前に竹矢来をめぐらせて「酒醤油相休申候」の看板を掲げ、その日は白酒のみを販売した。あらかじめ客には切手を買わせ、左側の扉を入口、右側を出口とし、一方通行に並ばせた。入口上に設けた櫓には鳶と医者が待機していて、もし体調を崩した者が出た場合には鳶がとび口を用いて櫓上に引き上げ、医者が手当てをして帰宅させたという。
白酒は昼頃には売り切れ、1400樽（560石）が空となり、売り上げは数千両に上ったといわれる

### 明治後の展開
明治に入ると封建制度が廃され、武家に納めた分の代金が徴収できず財政難に陥ったが、蕎麦屋に新たな販路を見出し、苦境を乗り越えた。
明治中期には灘に自前の蔵を持ったが、間もなく東村山に移転した。
明治17年（1884年）に300年近く店を構えていた鎌倉河岸を離れ、神田美土代町二丁目1番地（現・内神田一丁目13-1）へ移転した。ただし口伝では関東大震災後の移転といい、不明確な点が残る。さらに東京大空襲で店舖や史料共々消失し、終戦後も土地がモータープールとしてGHQの接収を受けたため、千代田区猿楽町に移転し、現在も当地で営業を続ける。
美土代町の土地が戻されると、ビルを建て、有限会社豊島屋ビル（2018年1月に有限会社神田豊島屋に商号変更）にこれを管理させた。
令和2年 (2020年）7月には、神田錦町の東京電機大学神田キャンパス跡地に完成した複合施設「KANDA SQUARE」内に、創業の商いの再興として、酒舗兼立ち飲み居酒屋「豊島屋酒店」を開店した。

## 酒造
江戸時代には白酒以外に自ら酒造は行っていなかった。十二代目吉村政次郎が明治中期に灘で他社との協同で自前の蔵を持ち「金婚」を製造した。ただし、地理的に遠いことから昭和12年（1937年）東村山に移転し、豊島屋酒造合資会社を設立した。
酒蔵（関連会社の豊島屋酒造株式会社）は東京都東村山市にあり、清酒「金婚」を始めとする日本酒や、みりんを醸造している。この「金婚」は明治神宮、神田明神の、東京における主要二大神社すべてに御神酒として納める唯一の清酒である。平成二十一酒造年度全国新酒鑑評会で、大吟醸が金賞を受賞した。また、創業者名を冠した十右衛門（じゅうえもん）、屋守（おくのかみ）という小仕込みの純米酒も醸造している。

## 登場する作品
江戸時代には、長谷川雪旦画の『江戸名所図会』「鎌倉町豊島屋酒店白酒を商ふ図」に白酒売り出しの繁盛が描かれる。また、歌川広重の『絵本江戸土産』「鎌倉河岸」でも河岸の繁盛の様子が描かれている。
歌舞伎では「助六」に白酒売が登場し、戯作では高名な『東海道中膝栗毛』の「発端」に弥治郎兵衛の放蕩ぶりが「江戸前の魚の美味に、豊島屋の剣菱、明樽はいくつとなく、…」と描写されている。
現代でも時代小説で定番で、「鬼平犯科帳」、「御宿かわせみ」等の多くの小説で引用されている。
最近では、佐伯泰英の「鎌倉河岸捕物控」シリーズ（NHKドラマ「まっつぐ 鎌倉河岸捕物控」の原作）で舞台そのものとなっている。作者は『江戸名所図会』で豊島屋を知ったが、まさか現存しているとは考えが及ばなかったという。